# Andrew Green
Andrew Green (14 de junio de 1965) es un ingeniero británico de Fórmula 1. Fue Director Técnico de Force India y Racing Point, y Jefe Técnico Oficial del equipo Aston Martin.

## Biografía
Green comenzó su carrera en el automovilismo cuando participó en el recién formado equipo Jordan Grand Prix en 1990.
Después de pasar muchos años como ingeniero de carreras con Jordan a mediados de la década de 1990, se unió a British American Racing en 1998, donde fue director de diseño mecánico, y luego se unió a Red Bull Technology como director de I+D en 2004.
Para 2010, Green estaba de regreso en Silverstone, con el equipo Force India (luego Racing Point), luego de tomar las riendas técnicas de la operación de los equipos, trabajando inicialmente como Director de Ingeniería. En 2011, Green fue nombrado Director Técnico.
En 2021, el equipo con base en Silverstone se transformó en Aston Martin, y ese año Green asumió el cargo de Jefe Técnico Oficial. Sin embargo, antes de la temporada 2023, fue removido y el director técnico Dan Fallows asumió el liderazgo.